# Hans Schjellerup
Hans Carl Frederik Christian Schjellerup (8 de febrero de 1827-13 de noviembre de 1887) fue un astrónomo danés. Compiló un catálogo de estrellas rojas, así como una propuesta de código telegráfico chino.

## Semblanza
Schjellerup nació en Odense, hijo de un joyero. Inicialmente fue aprendiz con un fabricante de relojes, pero en 1848 superó el examen de ingreso en la Escuela Politécnica de Copenhague. Se graduó en mecánica y matemáticas aplicadas tras realizar el correspondiente examen.
En 1851 pasó a ser observador en el Observatorio Universitario de Copenhague. Pronto consiguió un puesto de instructor en la Escuela Politécnica, siendo nombrado en 1854 profesor de matemáticas en la Academia Naval de Dinamarca. En 1866, después de que el nuevo observatorio fuese completado, Schjellerup compiló un catálogo de estrellas rojas. 
También comenzó a estudiar árabe, chino y otras lenguas orientales, y utilizó estos conocimientos para estudiar antiguos registros astronómicos, incluyendo los de Abd Al-Rahman Al Sufi (cuyo Libro de las Estrellas Fijas tradujo al francés en 1874) y registros chinos de eclipses. En 1869 redactó una propuesta de un diccionario del código telegráfico chino, asignando un número a cada uno de los 5454 caracteres recopilados. Fue elegido miembro de la Real Sociedad Astronómica británica en 1879.
Dirigió  el observatorio de la Universidad de Copenhague hasta su muerte, acontecida tras una larga enfermedad. 

## Eponimia
- El cráter lunar Schjellerup lleva este nombre en su honor.[1]